# Дубляж

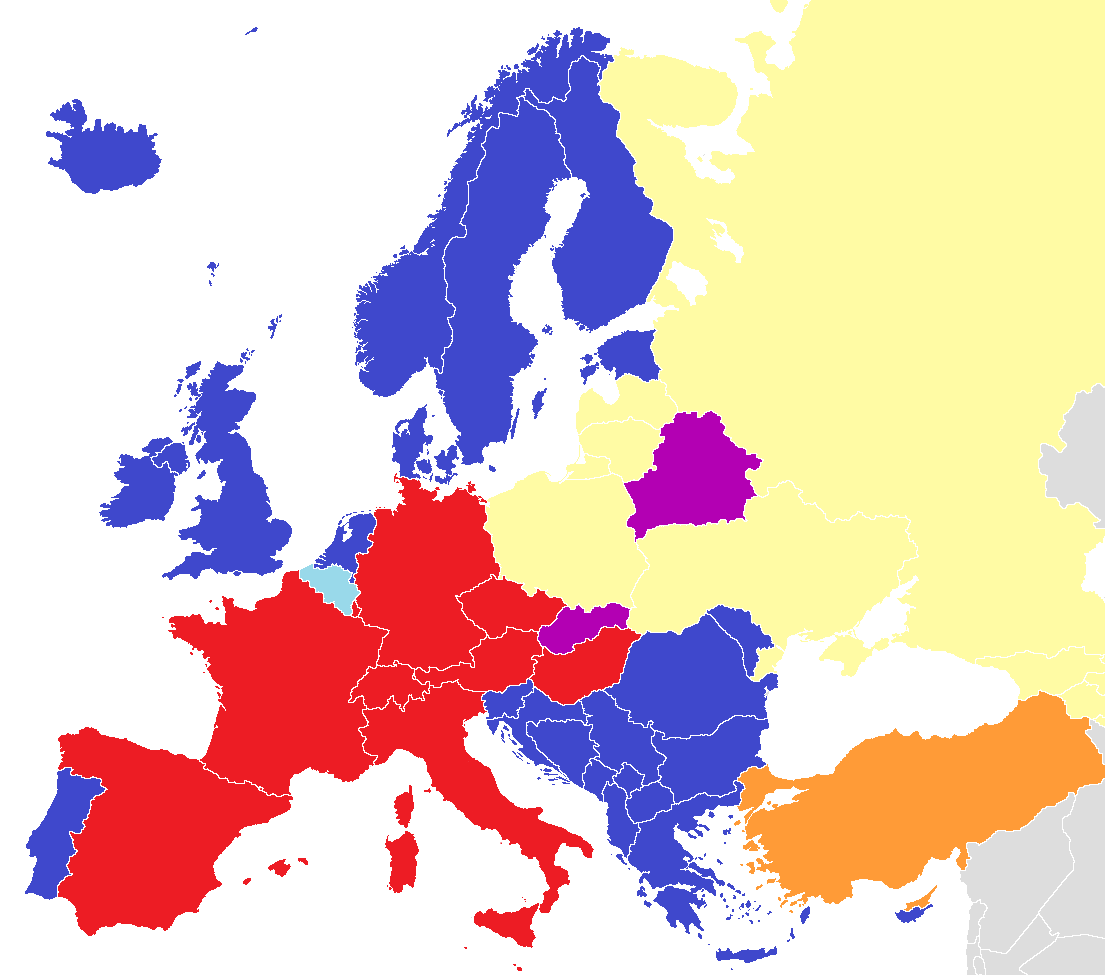
Країни, де дублюють переважно дитяче кіновиробництво, решта фільмів оснащуються субтитрами.
Країни, де рівною мірою використовують дублювання або субтитрування.
Країни, де рідко виконується дублювання, поширене закадрове озвучення (voice-over) одним або кількома акторами.
Країни, де використовують дублювання всієї відеопродукції.
Країни, де інколи дублюють фільми та зазвичай використовують дублювання з інших країн через схожість мови або зрозумілість для глядачів (німецька в Австрії, німецька/італійська/французька в Швейцарії, французька/нідерландська в Бельгії, російська у Білорусі та чеська в Словаччині).

Дубля́ж, дубльо́ваний пере́клад, дублюва́ння, — вид перекладу фільмів, мультфільмів та серіалів, внаслідок якого відбувається повна заміна мови оригіналу на іншу мову з метою демонстрування фільму в країнах, у яких користуються іншою мовою.

## Технологія дублювання
Коли кінострічка майже готова, кіновиробник надсилає відеоматеріал, скрипти (текстові розшифровки з репліками героїв) і так звану сесію Pro Tools (ряд звукових доріжок з музикою, шумами, звуковими ефектами і мовою героїв) на студію звукозапису захищеним електронним каналом.
Потім свою справу робить автор синхронного тексту. Він слідкує, щоб перекладені слова вдало відтворювали артикуляцію губ та міміку персонажа, добирає аналоги до слів чи навіть цілих речень, якщо щось не збігається. Готовий текст віддають на затвердження виробникові.
Опісля починається підбір акторів дубляжу. Коли компанія, яка займається дубляжем набирає акторів, то слідкує за тим, щоб людина мала цікавий, оригінальний голос, щоб голос збігався з темпераментом персонажа та його віком. Кожен актор окремо приходить до студії та начитує свої репліки у фільмі. У навушниках в артиста звучить іншомовний текст, перед ним — український переклад, на екрані — відеоряд.
Від початку практики дублювання фільмів під час роботи над епізодом, в студії знаходилося стільки ж акторів, скільки персонажів було задіяно в епізоді. В 90-х роках стереотехнології почали вимагати запису голосів доріжками, тому відтоді кожного актора записують окремо.
Коли починається сам процес дублювання фільму, до справи беруться режисер дубляжу та звукорежисер. Перший стежить за творчою складовою процесу, другий — за технічною. Вони ж прослуховують та відбирають акторів дубляжу. Після цього над фільмом кілька днів працює звукорежисер — синхронізує україномовні репліки із зображенням, накладає необхідні звукові ефекти.